# Capellades (Costa Rica)
Capellades è un distretto della Costa Rica facente parte del cantone di Alvarado, nella provincia di Cartago.